# Bruno Cabrera
Bruno Cabrera (Carhué, 21 maggio 2003) è un calciatore argentino, attaccante del Lanús.

## Caratteristiche tecniche
Gioca come ala destra o centravanti.

## Carriera
Cabrera è cresciuto nel settore giovanile del Lanús, con cui ha firmato il primo contratto professionistico nel febbraio del 2023. Ha debuttato in prima squadra il 21 maggio 2024 nell'incontro di Primera División pareggiato 1-1 contro il San Lorenzo.

## Statistiche

### Presenze e reti nei club
Statistiche aggiornate al 7 maggio 2025.
| Stagione        | Squadra         | Campionato      | Campionato | Campionato | Coppe nazionali | Coppe nazionali | Coppe nazionali | Coppe continentali | Coppe continentali | Coppe continentali | Altre coppe | Altre coppe | Altre coppe | Totale | Totale | Totale |
| Stagione        | Squadra         | Comp            | Pres       | Reti       | Comp            | Pres            | Reti            | Comp               | Pres               | Reti               | Comp        | Pres        | Reti        | Pres   | Reti   |        |
| --------------- | --------------- | --------------- | ---------- | ---------- | --------------- | --------------- | --------------- | ------------------ | ------------------ | ------------------ | ----------- | ----------- | ----------- | ------ | ------ | ------ |
| 2024            | Lanús           | PD              | 6          | 0          | CA+CdL          | 0               | 0               | CS                 | 2                  | 0                  | -           | -           | -           | 8      | 0      |        |
| 2025            | Lanús           | PD              | 5          | 0          | CA              | 1               | 0               | CS                 | 3                  | 0                  | -           | -           | -           | 9      | 0      |        |
| Totale carriera | Totale carriera | Totale carriera | 11         | 0          |                 | 1               | 0               |                    | 5                  | 0                  |             | -           | -           | 17     | 0      |        |